# Kamil Smala

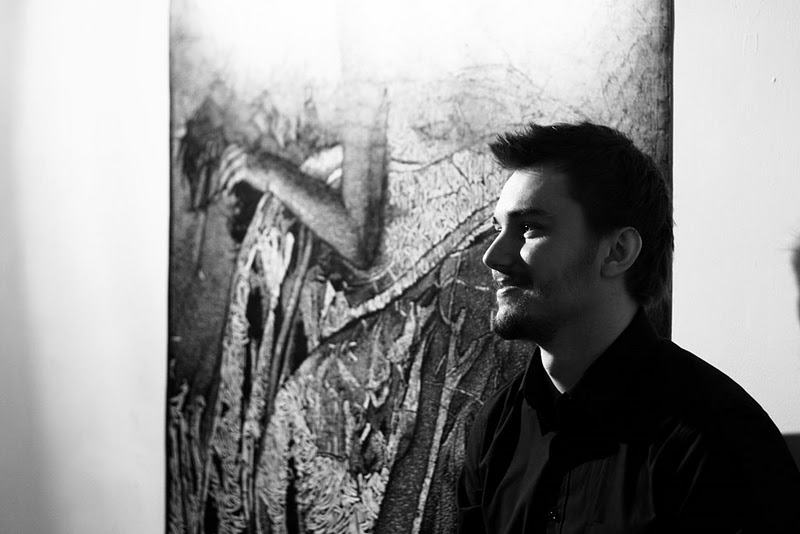
Artysta na wystwie w galerii „Fra Angelico”, Katowice

Kamil Smala (ur. 7 września 1984 w Bielsku-Białej) – polski grafik, malarz, rysownik, a także były gitarzysta zespołu Myopia. Odbył studia w Akademii Sztuk Pięknych w Katowicach, na Wydziale Grafiki Warsztatowej.
W 2009 roku uzyskał dyplom z wyróżnieniem ASP w Katowicach, któremu towarzyszyła indywidualna wystawa grafik w galerii sztuki Fra Angelico w Katowicach. Uczestniczył także w wielu wystawach zbiorowych m.in. w wystawie 21 w salonie Toyoty, w Chorzowie, w 2005 r., wystawie poświęconej sztuce figuratywnej Figurama 2009 w Pradze i wystawie pt. Reaktywacja Matrycy w galerii Art Nova 2.
Laureat nagrody Rektora ASP we Wrocławiu na VI Ogólnopolskim Biennale Grafiki Studenckiej w Poznaniu, w 2009 roku. Artysta odbywał także staż w Pracowni Druku Wypukłego prof. Mariusza Pałki na ASP w Katowicach.